# Odranci
Odranci là một khu tự quản (tiếng Slovenia: občine, số ít – občina) trong vùng Pomurska của Slovenia. Odranci có diện tích 6.9 km2, dân số là theo điều tra ngày 31 tháng 3 năm 2002 là 1619 người. Thủ phủ khu tự quản Odranci đóng tại Odranci.